# Bataille de Randeniwela
La Bataille de Randeniwela était un affrontement livré le 25 août 1630 lors de la guerre cingalaise-portugaise. Elle a été combattue entre l'armée du roi Senarat avec son fils cadet le Prince Maha Astana, qui deviendra plus tard Rajasinghe II, et les forces portugaises commandées par le gouverneur Constantinu De Sá de Noronha. Elle s'est déroulée à Randeniwela près de Wellawaya , un lieu proche de la ville de Badulla. La bataille s'interrompit lorsque Constantino de Sá lança l'invasion via Badulla. L'armée portugaise subit une déroute complète à la suite d'une défection massive de son contingent Lascarin (milice locale),,.

## Bataille
À Randeniwela, l'ensemble du contingent Lascarin a rejoint les forces de Kandy,,. Cela a été suivi d'une pluie de flèches et de balles, dans la nuit, contre laquelle il était impossible aux Portugais d'ériger aucune protection. De plus, la pluie torrentielle qui s'abattit sur l'armée portugaise pendant plusieurs heures rendit inutiles la poudre à canon et les allumettes de leurs arquebuses.
Dom Cosmo, l'un des quatre capitaines Lascarin qui se sont finalement rebellés contre les Portugais, aurait commencé la révolte indigène en «coupant la tête d'un Portugais et en la tenant en l'air sur sa lance».
Pour ce service, Dom Cosmo a reçu plusieurs Nindagams (villages tributaires)  et le Katugaha Walauwa par le roi Senarath. Sa fille mariée (Binna) est issue d'une famille éminente de la région. On pense que Keppetipola Dissawa est un de ses descendants directs.

## Conséquences
Les portugais ont subi une défaite dévastatrice dans cette bataille.